# Dinara Yuldasheva
 (novembre 2023).
La mise en forme du texte ne suit pas les recommandations de Wikipédia : il faut le « wikifier ».
Les points d'amélioration suivants sont les cas les plus fréquents. Le détail des points à revoir est peut-être précisé sur la page de discussion.
- Les titres sont pré-formatés par le logiciel. Ils ne sont ni en capitales, ni en gras.
- Le texte ne doit pas être écrit en capitales (les noms de famille non plus), ni en gras, ni en italique, ni en « petit »…
- Le gras n'est utilisé que pour surligner le titre de l'article dans l'introduction, une seule fois.
- L'italique est rarement utilisé : mots en langue étrangère, titres d'œuvres, noms de bateaux, etc.
- Les citations ne sont pas en italique mais en corps de texte normal. Elles sont entourées par des guillemets français : « et ».
- Les listes à puces sont à éviter, des paragraphes rédigés étant largement préférés. Les tableaux sont à réserver à la présentation de données structurées (résultats, etc.).
- Les appels de note de bas de page (petits chiffres en exposant, introduits par l'outil «  Source ») sont à placer entre la fin de phrase et le point final[comme ça].
- Les liens internes (vers d'autres articles de Wikipédia) sont à choisir avec parcimonie. Créez des liens vers des articles approfondissant le sujet. Les termes génériques sans rapport avec le sujet sont à éviter, ainsi que les répétitions de liens vers un même terme.
- Les liens externes sont à placer uniquement dans une section « Liens externes », à la fin de l'article. Ces liens sont à choisir avec parcimonie suivant les règles définies. Si un lien sert de source à l'article, son insertion dans le texte est à faire par les notes de bas de page.
- La présentation des références doit suivre les conventions bibliographiques. Il est recommandé d'utiliser les modèles {{Ouvrage}}, {{Chapitre}}, {{Article}}, {{Lien web}} et/ou {{Bibliographie}}. Le mode d'édition visuel peut mettre en forme automatiquement les références.
- Insérer une infobox (cadre d'informations à droite) n'est pas obligatoire pour parachever la mise en page.

Pour une aide détaillée, merci de consulter Aide:Wikification.
Si vous pensez que ces points ont été résolus, vous pouvez retirer ce bandeau et améliorer la mise en forme d'un autre article.
 (novembre 2023).
Dinara Yuldasheva (ouzbek : Dinara Yoʻldosheva/Динара Йўлдошева, en russe : Динара Юлдашева) est une dramaturge et metteuse en scène ouzbèke. Elle est née le 11 janvier 1952 à Tachkent.

## Biographie
Dinara Yoldosheva est née le 1er novembre 1952 dans la ville de Tachkent, au sein d'une famille d'artistes. Sa mère était Nazira Aliyeva, une artiste honorée d'Ouzbékistan et professeure d'élocution scénique à l'Institut d'État des Arts et du Théâtre d'Ouzbékistan.
En 1974, elle a obtenu son diplôme de la Faculté de Critique Théâtrale de l'Institut du Théâtre et de l'Art de Tachkent. En 1983-1988, il a étudié à l'Institut Pédagogique d'État de Tachkent, se spécialisant dans la «Méthodologie de l'Enseignement».
De 1976 à 1986, elle a occupé le poste de responsable du département littéraire au Théâtre de la Jeunesse. En 1991, elle est devenue responsable du département littéraire au Théâtre de la République, et à partir de 2008, elle a travaillé en tant que metteuse en scène et réalisateur. À partir de 2019, elle a occupé le poste de directrice principale au Théâtre d'État.

## Spectacles mis en scène
| «Quvnoq Balag'anchiq» (année 1997)   | «Eh, bu Xoʻja Nasriddin» (année 2011) |
| «Kichik gugurtchi qiz» (année 2001), | «Baxram merosi» (année 2012)          |
| «Kim Mushuk Bo'ldi?» (2002-année)    | «Dyumcha» (année 2014),               |
| «Shelkunchik» (année 2008)           | «Yana Andersen» (année 2002)          |
| «Qizil qalpoqcha» (année 2008)       | «O'yinqaro quyoncha» (année 2015)     |
| «Bola Yulduzli» (année 2008)         | «Quyosh va qor odamlari» (année 2016) |
| «Semurg'» (année 2009)               | «Soja» (année 2017),                  |
| «Soja» (année 2010)                  | «Qani olgʻa Misik!» (année 2017)      |

## Famille
Le mari de Dinara, l'amateur de théâtre Tohir Yoldoshev, a commencé sa carrière à l'Institut des Arts en Ouzbékistan et a défendu sa thèse universitaire en 1984. Il a occupé plusieurs postes importants, notamment celui de premier secrétaire de Bernard Kariyev, le chef du Syndicat des Travailleurs du Théâtre, et le responsable du département du travail créatif. Il a travaillé en tant que metteur en scène au Théâtre de la Jeunesse ouzbek, a été directeur du Centre Culturel National de la République, puis est retourné à l'Institut des Arts. À partir de 2007, il a travaillé à temps partiel à l'École Nationale Supérieure de Danse et de Chorégraphie. Après sa retraite, il a assumé le rôle de responsable du Département de Théorie et d'Histoire de l'Art. Le père de Dinara, Tahir Ismoilovich Yoldoshev, était un spécialiste du théâtre et un enseignant. Elle a deux petites-filles, Renata et Dinara.